# San Luis de Gaceno (kommun)
San Luis de Gaceno är en kommun i Colombia.   Den ligger i departementet Boyacá, i den centrala delen av landet, 110 km öster om huvudstaden Bogotá. Antalet invånare är 6 383.